# Scotinoecus
Scotinoecus là một chi nhện trong họ Hexathelidae.